# Raiza Erlenbaugh
Raiza Patricia Erlenbaugh Soriano (sinh ngày 6 tháng 3 năm 1991, thành phố Panama, Panama) là một thí sinh chiến thắng trong cuộc thi Hoa hậu Thế giới Panama 2014 vào ngày 8 tháng 4 năm 2014 và giành quyền tham dự cuộc thi cấp cao hơn, cuộc thi Hoa hậu Thế giới 2014. Vào ngày 12 tháng 11 năm 2014, cô bị tổ chức Hoa hậu Thế giới Panamá phế truất danh xưng Hoa hậu Thế giới Panamá 2013.

## Hoa hậu Thế giới Panamá 2014
Vào cuối cuộc thi Hoa hậu Panamá 2014, cô cũng nhận được các giải thưởng bao gồm danh hiệu Hoa hậu Ăn ảnh.
Erlenbaugh cao 5 ft (1,77 m), thi đấu trong cuộc thi sắc đẹp quốc gia Hoa hậu Panamá 2014. Cô tham gia với tư cách thí sinh đại diện cho bang Panamá Centro.

## Hoa hậu Thế giới 2014
Raiza được cho là sẽ bay tới London vào tháng 11 để cạnh tranh với gần 100 ứng cử viên khác để trở thành người kế nhiệm Megan Young, nhưng vào ngày 12 tháng 11 năm 2014, tổ chức Hoa hậu Panamá quyết định không để cô thi đấu vì không hoàn thành nhiệm vụ của mình. Cô bị thay thế bởi [[Nicole Pinto], người đẹp kết thúc với vị trí là Á hậu 1 tại cuộc thi Hoa hậu Mundo Panamá 2014 và sau này được trao vương miện, tham gia cuộc thi Hoa hậu Mỹ Latinh 2014 mà sau này cô quyết định hủy bỏ để tham gia cuộc thi Hoa hậu Thế giới 2014.